# 코바치 언털
코바치 언털(헝가리어: Kovács Antal, 1972년 5월 28일~)은 헝가리의 유도 선수이다. 1992년 하계 올림픽 남자 하프헤비급 부문 금메달을 획득했다.